# Leanne Armand
Dra. Leanne Armand   (Adelaida, 20 de febrer de 1968 - 4 de gener de 2022) va ser una científica marina i experta en la identificació de diatomees a l'oceà Antàrtic. És coneguda per les seves contribucions a la comprensió de la dinàmica dels oceans del sud i del gel marí passat a conseqüència del seu coneixement de les distribucions de diatomees i de la seva ecologia.
La seva investigació se centra en la distribució de diatomees, un fitoplàncton microscòpic d'una sola cèl·lula, a l'oceà Antàrtic. Les diferents espècies de diatomees habiten diferents regions de l'oceà, depenent de les característiques físiques (per exemple, temperatura, salinitat i nutrients) de la massa d'aigua. La comprensió de les distribucions de diatomees i de com es conserven els seus esquelets en els registres fòssils continguts en els nuclis de sediments extrets del fons de l'oceà poden proporcionar informació sobre règims climàtics anteriors, incloses les temperatures de l'oceà i l'extensió de les banquises. Armand també va estudiar les diatomees a l'oceà Antàrtic, a prop de les illes Kerguelen i Heard, per examinar el seu paper en el transport de carboni al fons de l'oceà després de la seva floració primaveral.

## Joventut
Armand va néixer el 20 de febrer de 1968 a Adelaida, Austràlia Meridional. Durant la seva infància va passar molt de temps a les platges properes, recollint petxines marines i les va utilitzar per establir «museus» a casa juntament amb altres peces.
L'interès d'Armand per la biologia va ser alimentat per excel·lents professors de secundària a St Mary's College, Adelaide, on va guanyar el premi Green Biology a la millor estudiant. Als 12 anys va ser seleccionada per participar en un programa d'intercanvi de Joves de Rotary a una escola secundària d'Arkansas, Estats Units d'Amèrica.

## Estudis i investigacions
Armand va estudiar biologia a la Universitat de Flinders pel seu grau i, després d'un fals inici en un projecte d'Honor a Alice Springs, va acabar amb un títol honorífic a la Universitat Nacional Australiana estudiant fòssils de vertebrats de Teapot Creek, a la regió sud de Monaro (Nova Gal·les del Sud), amb l'orientació del veterà australià dels fòssils de vertebrats, el Prof. William David Ride.
Especialitzada en micropalaeontologia (l'estudi de microfòssils), per als seus estudis de doctorat, Armand va examinar les restes fossilitzades de diatomées que es troben en els nuclis de sediment del llit marí. Els va utilitzar per interpretar les condicions climàtiques anteriors observant quins tipus eren indicatius de temperatures més càlides o més fredes, i com això representava l'avanç o la retirada del gel marí.
El projecte doctoral d'Armand va ser una col·laboració conjunta entre la Universitat Nacional d'Austràlia i la Universitat de Bordeus a França. Va completar el seu doctorat a França amb la intenció de dedicar-se a la seva carrera professional a França o en altres llocs a l'estranger. Quan va sorgir l'oferta d'una plaça postdoctoral a l'Antarctic Climate and Ecosystem Cooperative Research Centre (ACE CRC, Centre de recerca cooperativa sobre clima i ecosistema antàrtic), Hobart (Tasmània), Armand va tornar a Austràlia amb la seva família, inclòs un fill de tres mesos. Posteriorment, va tenir un segon fill.
La seva investigació postdoctoral va examinar el paper de la dinàmica del gel marí en la dinàmica dels oceans del sud durant els darrers 190.000 anys. La seva investigació ha ajudat a informar els modelistes climàtics i oceanògrafs sobre com la extensió del gel marí contribueix a impulsar la circulació dels oceans i com afecta a les poblacions pesqueres, a la xarxa alimentària més àmplia i també a les connexions subjacents entre les temperatures de la superfície del mar i els climes terrestres.
Armand va ser la primera receptora australiana de la beca Marie Curie Incoming Fellowship de la Unió Europea el 2005, on va passar tres anys estudiant a l'Institut Méditerranéen d' Océanographie (Institut Mediterràni d'Oceanografia) de la Universitat Aix-Marseille en col·laboració amb el professor Bernard Quéguiner. Aquí va ampliar el seu conjunt d'habilitats per incloure la identificació i distribució de les diatomees vives, mitjançant la participació en la missió de recerca de les illes Kerguelen (KEOPS) per entendre la fertilització amb ferro natural dels oceans i la resposta estimulada en les diatomees. Com a resultat d'aquesta beca, l'experiència d'Armand es va concentrar en les diatomees fòssils, convertint-la en una investigadora única sobre les diatomees.
Armand va ser contractada el 2009 per la Universitat de Macquarie i es va incorporar al Climate Futures Center of Research Excellence del Departament de Ciències Biològiques de la Universitat Macquarie, on va impartir classes de ciències marines i cursos basats en competències del primer any, i dirigeix un equip d'investigadors i estudiants de fitoplàncton. Era subdirectora del MQ Marine Research Center de la Universitat de Macquarie. Armand va participar en el programa Scientists in Schools del CSIRO, compartint les seves experiències com a científica investigadora.
Armand va ser la primera científica en cap que va portar el nou vaixell d'investigació australià RV Investigator a l'oceà Antàrtic el 2017, amb un equip d'investigadors internacionals per investigar les condicions glacials i interglacials de la costa de l'Antàrtida a prop de la glacera Totten, a la costa de Sabrina, a l'Antàrtida oriental.

## Premis i honors
Armand va rebre el premi Rose-Provasoli del Laboratori Bigelow. Va rebre la beca Marie Curie (2005-2007) de la Unió Europea, i el premi Dorothy Hill de l'Acadèmia Australiana de Ciències el 2007 per l'excel·lència en la investigació paleoceanogràfica.